# تانگشیا، دونگوان
تانگشیا، دونگوان (به لاتین: Tangxia) یک شهرک در جمهوری خلق چین است که در دونگوان واقع شده‌است.